# DUC
Ariel Neri Maciel Gonçalves Afonso, nascido em 1992, deu os primeiros passos na música em 2006, encontrando inspiração no álbum "Negócio Fechado" dos Kalibrados .

## Carreira
Em 2011, ao dar os seus primeiros passos para consolidar carreira na música para se apresentar aos seus ouvintes, DUC, com um estilo predominantemente R&B e Soul, assinou o seu primeiro contrato com a produtora FREAKSHINO, que hoje considera como família, construindo assim um laço de amizade eterna. Foi também através desta produtora que o artista lançou o seu primeiro videoclipe, realizado por Will Soldiers em 8 de Dezembro de 2012, para a faixa promocional Vai e Não Volta, que atingiu 101,924 visualizações no YouTube, mas a sua notoriedade aumentou quando recebe o convite para participar do primeiro álbum a solo King do rapper NGA na faixa Deus é p'ra Todos. No ano seguinte, surge a dupla Xteasy, formada por DUC e o rapper e produtor NIIKO, que também estava vinculado contratualmente à produtora. Juntos, trabalharam na música Hey Baby, marcando o início do sucesso.
O primeiro prémio artístico foi conquistado em 2016, quando a organização Angola Hip Hop Awards nomeou e premiou DUC como o melhor cantor R&B com base no número de votos.
A dupla DUCxNIIKO trabalhou em diversos projectos musicais, iniciando com o EP 'Pouco Juízo Traz Azar' e encerrando com a mixtape Primeiro Frente, que incluiu sucessos como Juízo, Isso é Azar, Olhos Café (versão SSP), Outros Olhos, Em Memória e Dona da Favela, que os levou a subir ao palco do Angola Music Awards pela primeira vez e a ganhar o prémio de melhor World Music em 2018.
Actualmente, DUC está concentrado no seu projeto solo, apresentando duas faixas promocionais, Kaluanda com a participação de Laton, e Safari, cujos videoclipes estão disponíveis no canal oficial do artista no YouTube.

## Prêmios
DUC ganhou o primeiro prémio de Melhor Cantor RnB Angola Hip Hop Awards” premia os melhores do Hip Hop nacional em 2015
DUC ganhou o prémio de Melhor World Music em 2018 no Angola Music Awards, juntamente com seu antigo parceiro de dupla NIIKO.